# 威斯特塞德
威斯特塞德（英文：Westsyde，舒斯瓦語: Simpcwétkwe）是一個位於加拿大英屬哥倫比亞省甘露市北岸住宅區的一個鄰里社區，全區域位於北湯普森河西岸山谷間。據加拿大2011年人口普查，人口有7,797人。

## 概述
威斯特塞德原先為湯普森-尼古拉地區的一個非建制社區，最終於1973年5月1日甘露市行政區劃調整時才被劃入市內範圍，正式成為甘露市之下屬鄰里。

### 交通
地區主要幹道為威斯特塞德路，連通甘露市北岸地區至巴里耶爾、奇努克灣一帶。甘露交通系統3號路線也有服務此地區，並以哈林頓路作為折返點服務此社區。

### 社區範圍
威斯特塞德南側地區近鄰巴徹勒高地一帶可下分一次鄰里櫟丘（Oak Hills），或音譯為歐克希爾斯，但普遍習慣共稱其為威斯特塞德。威斯特塞德南側鄰北岸地區，東側與北湯普森河相隔至塔勘露普斯蘇韋華米克地區；西側則為巴徹勒高地，北側為諾伯溪。

### 設施和鄰近公設
- 北湯普森牛軛珍森島省立公園
- 威斯特塞德百年公園
- 博伊斯湖綠地保護區

### 教育
- 威斯特塞德中學（Westsyde Secondary School）
- 大衛湯普森小學（David Thompson Elementary School）
- 亞瑟史蒂文森小學（Arthur Stevenson Elementary School）
- 科林迪奧小學（École Collines-D'Or Elementary School）
- 威斯特芒特小學（Westmount Elementary School）

## 資料來源
1. ↑  .   [2022-02-08]. （原始内容存档于2022-02-08）.
2. ↑   (PDF).   [2022-02-14]. （原始内容存档 (PDF)于2022-02-14）.
3. ↑  .   [2022-02-08]. （原始内容存档于2022-02-08）.
4. ↑   (PDF).   [2022-07-12]. （原始内容存档 (PDF)于2022-04-15）.